# 進階版氣冷反應爐
進階版氣冷反應爐是一種在英國設計和運行的反應爐。它的技術建立在鎂諾克斯反應爐的基礎上，這是英國第二代氣冷反應爐，也是使用石墨作中子減速劑，二氧化碳作冷卻劑，但壓力為40巴，出口溫度為攝氏650度。燃料使用二氧化鈾（鈾-235濃度為2.3%）。自 1980 年代以來，它們一直是英國核能發電的骨幹。蒸氣產生器的壓力為170巴，溫度為攝氏560度，熱效率為40%。截至2018年5月，英國有14座進階版氣冷反應爐運轉。
鎂諾克斯反應堆的設計針對生產鈈進行了優化，基於上述原因，它的特點對於發電來說並不是最經濟的。這反應堆主要使用天然鈾為核燃料，這使它所用的冷卻劑要有低中子截面，二氧化碳是一種合適的冷卻劑，而石墨是有較率的中子慢化劑。與其他核電廠相比，鎂諾克斯反應堆可在較低的氣體溫度下運行，這導致蒸汽產生的效率較低。
進階版氣冷反應堆的設計保留了鎂諾克斯反應堆使用石墨為中子慢化劑和二氧化碳為冷卻劑的設計，但提高了二氧化碳的運作溫度以改善蒸汽產生的情況。這些與燃煤電廠相同，允許使用相同設計的渦輪機和發電設備。在最初設計期間，發現需要將燃料的包覆層從鈹替換為不鏽鋼。但是，鋼有很高的中子截面，這樣便需要轉用濃縮鈾作為核燃料。這導致每噸燃料的燃耗值更高，達到 18,000 MWt/day，減少了更換燃料的頻率。
進階版氣冷反應堆的原型在1962年於塞拉菲爾德運行，但第一座商用反應堆直至1976年才運行。合共6座核電廠的14座反應堆於1976-1988年期間落成。全部都是每2座反應堆1座建築物的裝配修建，每個反應堆的熱功率輸出為1500MWt，推動660 MWe的渦輪交流發電機組。各個機組的輸出功率為555-670MWe內，然而有些反應堆的輸出功率因限制而運行於設計功率之下。

## 設計

Schematic diagram of the Advanced Gas-cooled Reactor. Note that the heat exchanger is contained within the steel-reinforced concrete combined pressure vessel and radiation shield.

進階版氣冷反應堆尺寸與其他反應堆的比較。

進階版氣冷反應堆的設計使得鍋爐止回閥處的最終蒸汽的條件與傳統燃煤發電站廠的相同，因此可使用與傳統燃煤發電站廠相同的渦輪發電機設計。離開反應堆的二氧化碳氣體的平均溫度設計為648°C。為了達到這溫度，同時確保有較的石墨堆芯的使用壽命 (在高溫的石墨在二氧化碳中容易氧化) 下鍋爐入口重新流入的溫度大約278 °C的冷卻劑以冷卻石墨，確保石墨堆芯的溫度與鎂諾克斯反應堆的溫度差別不大。過熱器的出口溫度與壓力設計為170巴，543 °C。
燃料為二氧化鈾顆粒，濃度為2.5%-3.5%，裝在不鏽鋼管中。進階版氣冷反應堆原來的設計概念是使用鈹封裝。但它的脆性斷裂並不合適封裝，便要使用更高濃度的燃料，以彌補不鏽鋼封裝的中子捕獲現象。這顯著增加了進階版氣冷反應堆的發電成本。二氧化碳冷卻劑循環於堆內，溫度達640 °C (1,184 °F)，壓力達40巴，且氣體通過堆芯外的鍋爐（蒸汽發生器）組件，但仍在堅固的混凝土壓力槽內。控制棒插入石墨慢化劑，如控制棒未能插入堆芯，次要糸統往冷卻劑注入氮氣吸收熱中子，停止核裂變。三級停堆系統向反應堆中注入硼珠，以防反應堆必須要在控制棒下插不夠深入的情況下減壓。這意味著無法維持氮氣壓力。
進階版氣冷反應堆的設計有着高的熱效率(產生的電力/產生的熱力的比率)大約41%，比現代典型的壓水堆的34%高。這是因為高的冷卻劑出口溫度(約640 °C，1,184 °F) 與氣體冷卻相比，壓水堆的溫度約為 325 °C (617 °F)。但是需要更大的反應堆堆芯以達到相同的電力輸出，2型燃料的耗燃值為每噸27,000MWth/day，而穩定燃料在排放時的燃耗值高達每噸 34,000MWth/day，低於壓水堆的每噸40,000MWth/day，所以進階版氣冷反應堆對燃料的使用效率較低，抵消了它在熱效率上的優勢。
如鎂諾克斯反應堆，加拿大重水鈾反應堆(CANDU)，壓力管式石墨慢化沸水反應爐(RBMK)一樣，進階版氣冷反應堆的設計旨在在不關閉反應堆的情況下添加燃料，與輕水堆不同。不停堆更換燃料是選擇進階版氣冷反應堆而不是其他反應堆類型的經濟案例的重要部分，在 1965年允許中央發電委員會(英語:Central Electricity Generating Board)和政府聲稱進階版氣冷反應堆產生的電力較最好的煤電廠所產生的電力便宜。但是在反應堆全速運轉時不停堆更換燃料期間的出現的燃料組件振動問題，因此在 1988 年不停堆更換燃料一直暫停直至1990年代中期，當時進一步的試驗導致燃料棒卡在反應堆堆芯中。現在，進階版氣冷反應堆僅在反應堆部分負荷或關閉時更換燃料。
預力混凝土壓力容器包含反應堆堆芯和鍋爐。為了最大限度地減少進入容器的次數(從而減少可能的缺口/漏洞的數量)，鍋爐採用直通式設計，所有沸騰和過熱均在鍋爐管道內進行。使用超純水是必要，以減少在蒸發器中積聚的鹽，及隨後的腐蝕問題。
進階版氣冷反應堆旨在成為美國輕水反應堆設計的卓越英國替代品。它被推廣為操作上（如果不是經濟上）成功的鎂諾克斯反應堆設計的發展，並從眾多相互競爭的英國替代品中選出，如氦冷的高溫氣冷堆，蒸汽發生重水反應堆和pp快中子增殖反應堆]]以及美國輕水加壓和沸水反應堆（PWR 和 BWR）和加拿大 CANDU設計。中央發電委員會對競爭設計進行了詳細的經濟評估，並得出結論認為，鄧傑內斯角核電站提出的進階版氣冷反應堆會產生最便宜的電力，比任何競爭對手的設計和最好的燃煤發電站都便宜。